# Баюново
Баюно́во — станция и населённый пункт в Косихинском районе Алтайского края, Россия. Входит в состав Баюновского сельсовета.

## География
Находится на Западно-Сибирской железной дороге в степной зоне Бийско-Чумышской возвышенности с небольшими лесными массивами. Поселение окружают пахотные земли, находится небольшое озеро Баюновское.
Расстояние дo
- районного центра Косиха — 20 км.
- краевого центра Барнаула — 38 км.

Климат
Климат резко континентальный. Континентальность климата проявляется в том, что основная часть осадков, примерно половина годового количества, выпадает в течение летних месяцев, с июня по август. Средняя температура января минус 20 ˚С, июля — +21 ˚С.
Абсолютный температурный максимум +38 ˚С, абсолютный минимум — минус 52 ˚С. Преобладание в Косихинском районе малооблачной антициклональной погоды обуславливает низкие температуры зимой и достаточно высокие летом. Годовое количество атмосферных осадков — 350—400 мм. Преобладающее направление ветра в течение года — юго-западный с переходом на северо-западный.
Ближайшие населённые пункты
Украинский 3 км, Логовое 3 км, Романово 5 км, Восход 7 км, Баюновские Ключи 9 км, Контошино 10 км, Озеро-Красилово 12 км, Пустынь 13 км.
Транспорт
Организовано регулярное движение рейсовых междугородних автобусов из районного и краевого центров. В селении находится железнодорожная станция Баюново Западно-Сибирской железной дороги.

## История
Баюново было основано в 1914 году во время строительства Алтайской железной дороги как станция и населённый пункт, необходимый для обслуживания подвижного состава и станционных сооружений. В годы советской власти функционировал колхоз «Красный октябрь».
В 2022 году, как пишет газета «Гудок», на станции отремонтировали береговую пассажирскую платформу, оборудовав твёрдое противоскользящее покрытие из железобетонных плит, установив защитное ограждение, информационный щит и малые архитектурные формы, приведя в порядок сходы и проложив асфальтированную дорожку к зданию вокзала.

## Население
| 1997 | 1998 | 1999 | 2000 | 2001 | 2002 | 2003 |
| ---- | ---- | ---- | ---- | ---- | ---- | ---- |
| 203  | ↘193 | ↘181 | ↗196 | ↘189 | ↗198 | ↘187 |
| 2004 | 2005 | 2006 | 2007 | 2008 | 2009 | 2010 |
| ↗199 | ↗202 | ↘190 | ↘189 | ↘187 | ↘185 | ↘159 |
| 2011 | 2012 | 2013 |      |      |      |      |
| ↗160 | ↘158 | ↘147 |      |      |      |      |

## Инфраструктура
На станции и посёлке работают организации разных форм собственности: по переработке зерна — «Зерноцентр», фирмы «Грегор», «Романовский лес», КФХ, ООО «Крупофф», «Руно», «Сибиряк», есть киноустановка в Доме культуры, детский сад, начальная школа МОУ «Баюновская НОШ», филиал средней школы (село Романово), ФАП и почта.

## Известные уроженцы
- Зварыгин Пантелей Александрович (1914—1944 гг.), Герой Советского Союза. В годы Великой Отечественной войны — майор, командовал батальоном. В сентябре 1944 года получил звание Героя Советского Союза. Погиб 8 декабря 1944 года в Венгрии.
- Хечеев Бембель Манджиевич. Ушёл на фронт в 1944 году, за отвагу и храбрость в мае 1945 года присвоено звание Герой Советского Союза (посмертно).